# 今出川定子
今出川 定子（いまでがわ さだこ、1738年（元文3年6月） - 1773年6月15日（安永2年4月26日））は、江戸時代中期の女性。紀州藩第8代藩主・徳川治貞の正室。父は今出川誠季。兄は今出川公言。別名は千穂君定子。院号は寛耀院。

## 生涯
今出川誠季の娘として生まれる。母は今出川公詮の娘・節君。1755年（宝暦5年）に紀州藩第8代藩主・徳川治貞の正室となるが、治貞との間に子供は出来なかった。兄の公言の娘に、紀州藩御連枝の伊予国西条藩主松平頼謙の正室がいる。
1773年（安永2年）、死去。戒名は寛耀院殿妙到日理大姉。